# 三江镇 (旺苍县)
三江镇，是中华人民共和国四川省广元市旺苍县下辖的一个乡镇级行政单位。2020年5月，将原农建乡联盟村所属行政区域划归三江镇管辖。

## 行政区划
三江镇下辖以下地区：
三江坝社区、战旗村、三江村、华山村、红星村、花园村、厚坝村、小溪村、坪山村、下石村、石龛村、大旗村、阳坪村、桃红村和分水村。